# Eleven Pro League
Eleven Pro League sont trois chaînes de télévision sportives du groupe audiovisuel Eleven Sports Network, qui diffusent en français et néerlandais (Eleven Pro League 1, Eleven Pro League 2 et Eleven Pro League 3) en Belgique et au Grand Duché du Luxembourg, depuis juillet 2020. 

## Histoire
Le 18 mars 2020, Eleven Sports Network et la Pro League annoncent l’acquisition des droits télévisés du championnat de Belgique de football pour les 5 saisons à venir.
Le 1er juillet 2020, Eleven Sports Network lance en collaboration avec Mediapro la création de trois nouvelles chaînes exclusivement consacrées au football belge.

## Programmes
Ces trois nouvelles chaînes du groupe sont exclusivement consacrées au football belge. Elles diffusent les compétitions suivantes :
- Championnat de Belgique de football (Jupiler Pro League)
- Supercoupe de Belgique de football (Pro League Supercup)
- Championnat de Belgique de football de deuxième division (D1B Pro League)
- Championnat de Belgique de football féminin (Women's Super League)
- Championnat de Belgique de football e-sport (Proximus ePro League)
- Championnat de Belgique de futsal (Betcenter Futsal League)

## Journalistes et consultants
L'équipe de journaliste est composée entre autres de Marc Delire, Christine Schréder, Benjamin Deceuninck, Filip Joos (nl), Philippe Hereng et Swann Borsellino. Tandis que l'équipe de consultant est elle composée d'anciens joueurs professionnels comme Philippe Albert, Olivier Doll, Nordin Jbari, Gilles De Bilde ou encore Alex Teklak.

## Organisation

### Dirigeants
Directeur :
- Guillaume Collard

Responsable du contenu :
- Peter Thiessen

Rédacteur en chef :
- Jan Mosselmans

### Capital
Le capital est détenu à 100 % par le groupe audiovisuel international Eleven Sports.

## Diffusion
Eleven Sports diffuse des chaînes belges en français et en néerlandais, dans toute la Belgique et au Luxembourg. Les trois chaînes francophones sont diffusées sur les plateformes suivantes :
| Mode de diffusion | Plateforme  | Canaux                                                                                 | Remarques |
| ----------------- | ----------- | -------------------------------------------------------------------------------------- | --- |
| Câble             | Telenet     | - Eleven Pro League 1 : 212 - Eleven Pro League 2 : 213 - Eleven Pro League 3 : 214    | Diffusion en régions flamande et bruxelloise. Chaînes disponibles dans l'offre Play Sports.                                                                    |
| Câble             | SFR Belux   | - Eleven Pro League 1 : 226 - Eleven Pro League 2 : 227 - Eleven Pro League 3 : 228    | Diffusion en régions wallonne et bruxelloise, et au Grand Duché du Luxembourg. Chaînes disponibles dans l'offre Eleven Sports.                                 |
| Câble             | Voo         | - Eleven Pro League 1 : 41* - Eleven Pro League 2 : 42 - Eleven Pro League 3 : 43      | Diffusion en régions wallonne et bruxelloise. Chaînes disponibles dans l'offre Voo Sport.                                                                      |
| IPTV              | Orange TV   | - Eleven Pro League 1 : 35 - Eleven Pro League 2 : 36 - Eleven Pro League 3 : 37       | Diffusion en régions wallonne, flamande et bruxelloise. Chaînes disponibles dans l'offre de base.                                                              |
| IPTV              | Proximus TV | - Eleven Pro League 1 : 111* - Eleven Pro League 2 : 112* - Eleven Pro League 3 : 113* | Diffusion en régions wallonne, flamande et bruxelloise. Chaînes disponibles dans les offres All Sports et International Sports. * Chaînes en haute définition. |
| IPTV              | Scarlet     | - Eleven Pro League 1 : 111* - Eleven Pro League 2 : 112* - Eleven Pro League 3 : 113  | Diffusion en régions wallonne, flamande et bruxelloise. Chaînes disponibles dans l'offre International Sports. * Chaînes en haute définition.                  |
| Satellite         | TéléSAT     | - Eleven Pro League 1 : 120 - Eleven Pro League 2 : 122 - Eleven Pro League 3 : 123    | Chaînes disponibles dans l'offre de base. |

## Audiences
| Saison    | Audience | Évolution | Chiffre d’affaires | Prix          | Marge         |
| --------- | -------- | --------- | ------------------ | ------------- | ------------- |
| 2020-2021 | 671 000  | -         | 124 000 000 €      | 103 000 000 € | +21 000 000 € |